# Boca de Potrerillos

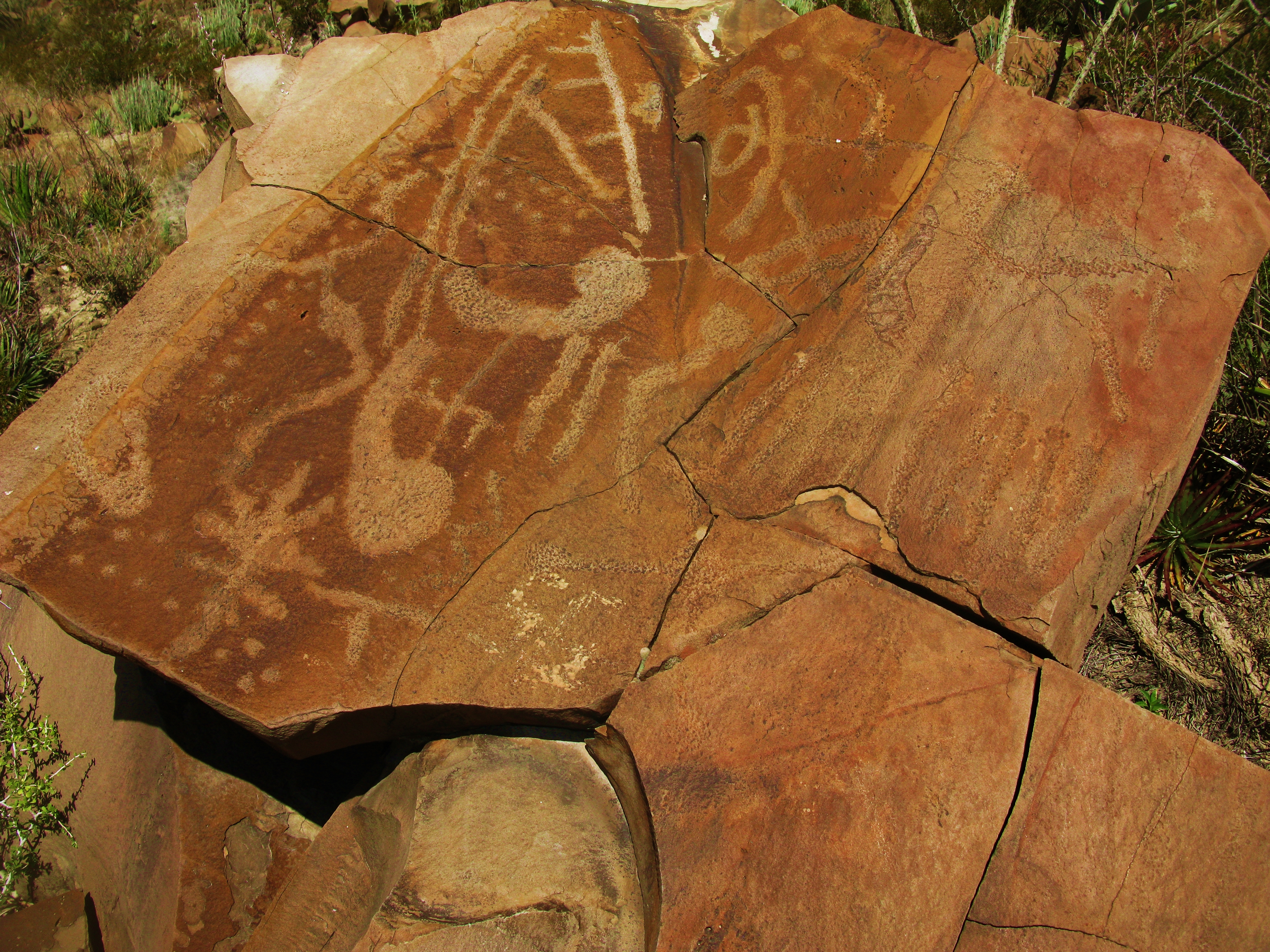
PETROGLIFO EN BOCA DE POTRERILLOS.

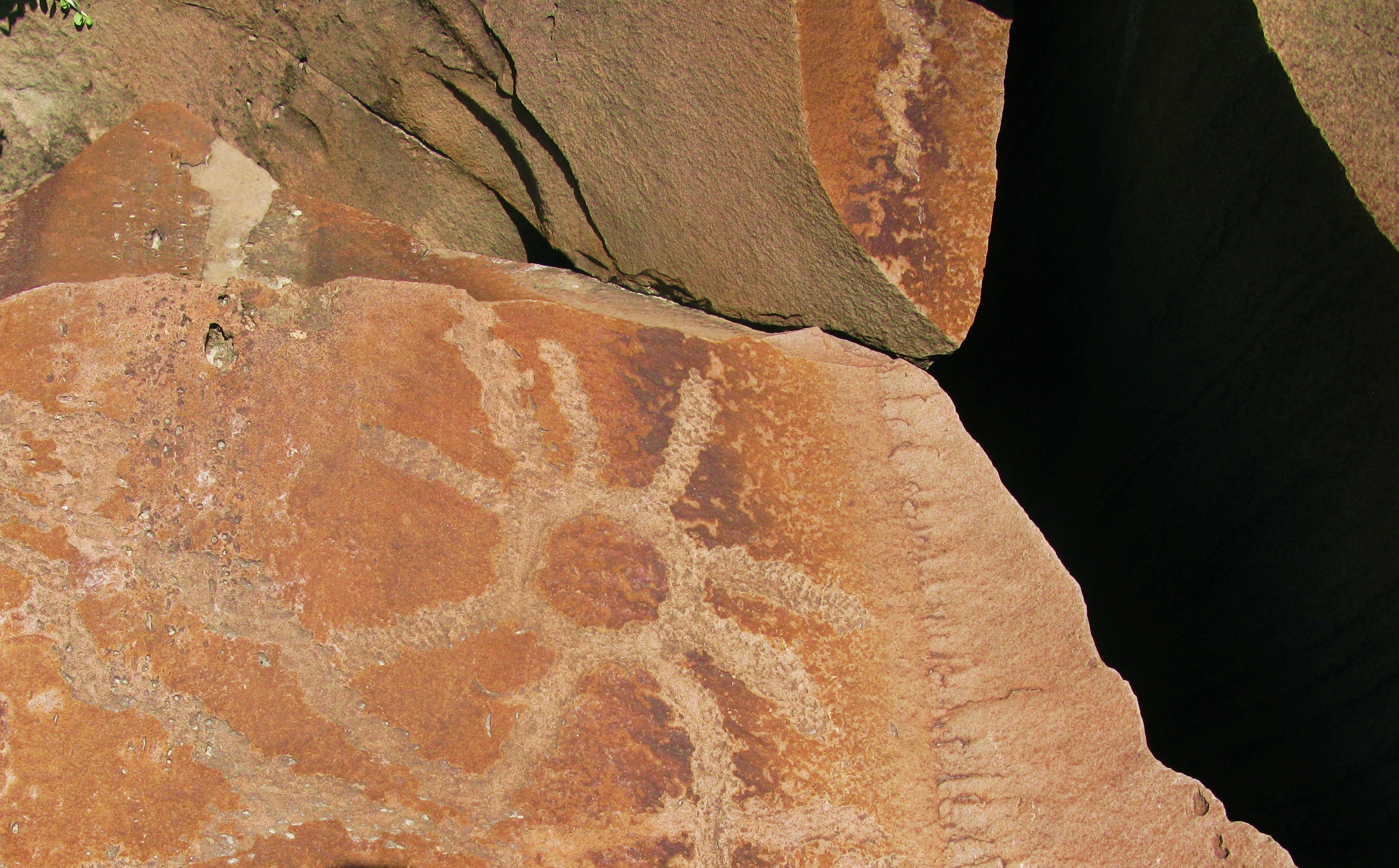
Petroglifo en Boca de Potrerillos

Boca de Potrerillos es un yacimiento arqueológico que se encuentra a unos 14 km de la cabecera municipal del municipio de Mina (Nuevo León, México). A unos 60 km al noreste de la ciudad de Monterrey en los valles interserranos de la Sierra Madre Oriental aparece la “boca” o entrada al Cañón de Potrerillos entre los cerros de la Zorra y el Antrisco. El área abarca unos 6 km².
La principal característica de este sitio es albergar una de las mayores concentraciones de arte rupestre de México. Aunque hay algunas pinturas, la gran mayoría de las obras son petrograbados. Aproximadamente 3000 en toda el área.

## El sitio
Su extensión aproximada es de 6 kilómetros cuadrados y los vestigios arqueológicos se distribuyen en tres principales topoformas:
- a) Un extenso abanico aluvial al oriente del sitio con cientos de hornos prehispánicos conocidos como fogones y miles de artefactos líticos de talla y molienda diseminados en la superficie.

- b) Un segundo abanico al poniente de la zona, conteniendo (aunque en menor escala), los mismos elementos del abanico oriente, y

- c) El flanco oriente de los cerros El Antrisco y La Zorra, donde se encuentran miles de rocas con grabados en una o varias de sus caras, convirtiéndolo en uno de los sitios con petroglifos más extensos e importantes del norte de México.

La zona arqueológica de Boca de Potrerillos se encuentra en una región hoy bastante inhóspita. Domina allí el paisaje desértico con muy poca o ninguna fuente de agua con la vegetación típica del área: cactáceas. Sin embargo la cantidad de arte plasmado en las rocas y los estudios sobre la técnica, estilo, etc., en que estos fueron realizados, sugieren una ocupación prolongada de grupos humanos por intervalos. Las pruebas de radiocarbono sometidas a los fogones encontrados en el área y los estudios sobre la oxidación de los trabajos gráficos y la pátina indican que el primer asentamiento humano pudo haberse instalado en el lugar en el 8900 a. C. y de esta misma fecha podrían ser algunos de los grabados. La labor de los arqueólogos ha logrado diferenciar más de 25 especies botánicas que ocuparon la región, ahora desaparecidas, probando que la zona fue mucho más verde y habitable. El sitio tuvo cierta importancia a finales del siglo XVIII por la producción de caña, fue también de alguna relevancia durante la Revolución mexicana de 1910, pero después de la introducción de ganados a la zona y los esfuerzos gubernamentales por hacer converger el agua de los mantos acuíferos del Estado de Nuevo León hacia su capital, Monterrey, el sitio es más árido que nunca antes.

### Características del Sitio
Se han encontrado hornos prehispánicos o fogones, herramientas de piedra y miles de imágenes grabadas (petroglifos), evidencia del importante desarrollo socioeconómico y ritual de grupos nativos que habitaron y mantuvieron el equilibrio ecológico de la zona.
El tamaño del sitio y la profundidad de sus depósitos, entre otros, han dificultado una exploración adecuada. Sin embargo, se conservan los hornos con carbón en su interior. Se han identificado 20 muestras de fogones a diferentes profundidades, fechados por Carbono 14 entre el año 6960 AC hasta el año 1760; esta extensa cronología de 8000 años, muestra el desarrollo cultural nativo en el noreste de México.
Muestras de vegetales permitieron la identificación de polen y fitolitos en los estratos. Se identificaron de 25 especies, indicadoras de un hábitat más húmedo, diferente al actual.
Estas especies incluyen anea, Nuez pacana, Nuez de Castila, Tuna (fruta) y vaina de mezquite. Otras con necesidad de mayor humedad incluyen juncos, hojas de agua, ortigas y pastos altos tallosos. Otras especies identificadas como Acacia, Sauce, Encino y Pino no se encuentran en la zona en la actualidad.
Entre el inventario de artefactos líticos analizados se incluyen los siguientes:
- Puntas de proyectil con diversas formas;
- Raspadores en forma de media luna, circulares y con espiga, del tipo Clear Fork (3000 AC);
- Pequeñas placas con incisiones a manera de amuletos con representaciones portátiles de los petroglifos;
- Piedras de molienda, y
- Tiestos cerámicos y una cuenta de concha del Golfo de México.

Se conocen más de 4000 rocas con grabados, con un estimado de 8000 a 10 000 imágenes.

## Los habitantes

### Cazadores y recolectores seminómadas
Una de las características de éste y otros lugares con arte rupestre del noreste de México es la falta de referencias etnohistóricas. Los autores coloniales, prolijos en detalles sobre el arte y labor de los grupos indígenas mesoamericanos, son muy parcos en describir la vida y costumbres de los pobladores de esta región. Hecho que hace difícil determinar qué grupo o grupos tomaron parte en la ejecución de los petrograbados de Boca de Potrerillos. Sin embargo la labor arqueológica reciente de autores como William Breen Murray. Moisés Valadez Moreno, Solveig A. Turpin, Herbert H. Eling Jr. entre otros, han aportado luces en la comprensión del arte y artistas rupestres de Boca de Potrerillos.
Para la sociedad azteca de lengua náhuatl los grupos que habitaron esta región fueron llamados chichimecas para referirse a ellos como salvajes. Al comenzar el contacto español en la zona a finales del siglo XVI, las primeras fuentes identifican a más de 200 grupos indígenas dedicados principalmente a la caza y recolección de frutos. Dentro de su vida nómada, estos grupos seguían un itinerario más o menos regular a lo largo del año y volvían a ciertos centros como Boca de Potrerillos cuando el clima y el momento eran favorables para estas actividades.
Tanto por su carácter indómito, como por las referencias a ellos como chichimecas por el grupo dominante náhuatl, los grupos nativos, en las fuentes coloniales, se describen como bárbaros e incultos, diametralmente diferentes a los grupos cultos de Mesoamérica. Que se sepa, la producción rupestre no se menciona ni una sola vez en las fuentes coloniales. Ya para fines del siglo XVIII cualquier grupo indígena relacionado con este centro arqueológico había desaparecido.

### Los artistas
Se cree que los grupos que ocuparon la región eran una rama de un grupo mayor que se ha denominado por los arqueólogos como grupo Coahuilteca que habitaba las laderas de la Sierra Madre Oriental hasta el suroeste de Texas en el Bajo Pecos. Sin descartar que otros grupos, emparentados o no a estos, hayan tomado parte en la elaboración de los petrograbados.
Como se ve en la siguiente categorización de los estilos de los petrograbados, la cuestión de la autoría de muchos de ellos es una materia que está siendo analizada y aún queda sin resolver.

## La Obra
Se podría dividir en dos la obra artística de Boca de Potrerillos: la obra parietal y la obra mobiliaria. El arte plasmado en las paredes o abrigos rocosos es aplastantemente abundante en comparación con el arte mobiliario de Boca de Potrerillos, sin embargo su estudio y análisis complementa la interpretación del estilo y propósito de la obra en general.

### Arte parietal
Para el estudio del arte plasmado en las grandes rocas, los antropólogos han dividido en cuatro secciones el área de Boca de Potrerillos: La ladera norte , la ladera sur, el Promontorio y el Valle escondido en una hendidura de la ladera norte. Estas cuatro secciones albergan aproximadamente tres mil petrograbados con diferentes técnicas de ejecución y estilo. El mayor número de estos grabados se encuentran en la ladera norte y se orientan hacia el este, lo que hace vislumbrar un propósito de observación astronómica.

#### Estilo
Los diseños trazados en estas rocas son generalmente abstractos. El antropólogo William B. Murray clasifica los grabados en 5 categorías:
- 1.	La más reciente: geométrico angular que recuerda los sellos de ganado. Pudieron haber sido hechos por europeos que emulaban las tradiciones indígenas o por los apaches y comanches que atacaron a [Mina (Nuevo León)|Mina] entre 1830-50. Los grabados en este estilo lucen frescos y recientes.

- 2.	Estilo de edad intermedia símbolos similares a los asociados a las ceremonias de pubertad de las tribus de California y Nevada: diamantes, artefactos en forma de red (víbora de cascabel), etc. La ceremonia de toloache para muchachos y muchachas se menciona en las fuentes coloniales corroborando la posibilidad del significado de estas figuras. Son símbolos coahuiltecos que son similares a los de otras regiones, pero se limitan a cierta área de Boca y no son los más comunes.

- 3.	La mayoría pertenecen a la tradición geométrica abstracta clásica de la Gran Cuenca. Identificada con la Cultura Arcaica del Desierto. La técnica usada en ellos es la de picado e inciso plasmando círculos y ondulaciones. Los estilos pueden ser de diferentes épocas. No está resuelta la autoría de este tipo de símbolos.

- 4.	Estilo de figuras sólidas. Raro en Boca, pero abundante en otros lugares de la región. A veces se representan puntas de proyectil. Una de ellas, la Shumla, se asocia al Periodo Arcaico Medio a Tardío.

- 5.	Estilo hoyo y surco, similar al hallado en Diegueño, California con líneas sinuosas que siguen los contornos de la roca y otro con filas de puntos ordenados en complejas cuadrículas.

#### Propósitos
Los arqueólogos disciernen sobre el propósito del arte rupestre en Boca de Potrerillos. Gracias a su reflexión se vislumbra el significado y los propósitos de los diseños rupestres. Algunos de estos son los siguientes:
- 1.	En la obra parietal se descubre una intención educativa y pública en cuanto a que los grabados se encuentran en la ladera y áreas al descubierto a la vista de todos.

- 2.	Se manifiesta un sentido ritual por la repetición de los temas.

- 3.	Murray se plantea y elabora la posibilidad de que algunos de los grabados de Boca tengan un propósito astronómico. La disposición de algunos de ellos lo llevan a considerar una intención calendárica que busca ser una orientación temporal para determinar momentos del año propicios para la caza y recolección (actividades propias de estos grupos). Este autor propone la hipótesis siguiente: el área denominada promontorio funcionaba como observatorio solar y celestial desde el que se contemplaban las posiciones de la salida del sol sobre la ladera, utilizando tal vez los picos a distancia como indicadores adicionales. Desde el promontorio se domina la visión en todas direcciones.[1]

- 4.	Otros autores como Moisés Valadez, Solveig A. Turpin y Herbert H. Eling.[1] apoyados en las recientes teorías de que las figuras resultantes en el arte rupestre tienen un origen fisiológico derivado generalmente de experiencias de trance muchas veces provocado por el consumo de alucinógenos como el peyote, vinculan el arte de Boca de Potrerillos con actividades Chamánicas.

### Arte Mobiliario
La densidad de desechos domésticos prehistóricos confirma que el área fue capaz de mantener una población relativamente grande. Investigaciones comenzadas en 1990 han descubierto incluso, las primeras cerámicas prehistóricas, los primeros vestigios arquitectónicos y el arte portátil. Los fogones analizados y las pruebas de radiocarbono indican que el sitio ha sido ocupado al menos de modo intermitente por 700, 800 años o más.

#### Estilos
Los arqueólogos Moisés Valadez, Solveig A. Turpin y Herbert H. Eling proponen para el arte portátil de Boca de Potrerillos dos estilos, designando para ellos el nombre del sitio donde fueron encontrados.
- 1.	Piedras del Rancho de Cóconos con diseños denominados de “lluvia”, “flor”, “mariposa”, “ojo de cerradura”, “gancho”. Por las pruebas aplicadas a los restos de fogones y herramientas encontrados en el área junto a estas piedras y a pesar de que no se les puede adjudicar una edad absoluta, se considera que tengan unos cinco mil años de antigüedad.

- 2.	Piedras de la Loma de San Pedro. Muestran incisiones entrecruzadas, son generalmente piedras triangulares o en forma de cuña. La antigüedad de estas piezas oscila entre 230 y 950 años.

#### Propósitos
El arte portátil encontrado en entornos prehistóricos tiene sus propias vías de disquisición. Algunos interpretan las marcas de los objetos (piedras, huesos, etc.) como sistemas de conteo. Se ha considerado la posibilidad de que estos objetos hayan tenido un uso ornamental o sean “juguetes, piezas de caza, ofrendas mortuorias, instrumentos de adivinación, artefactos mnemotécnicos, fetiches menstruales, amuletos de pubertad o de fertilidad y talismanes para sanar” Es difícil develar el significado y uso de estas piezas mobiliarias ya que son las primeras encontradas en el Estado de Nuevo León, pero pueden ser comparadas por analogía al arte mobiliario encontrado en el Bajo Pecos (Texas) y la Gran Cuenca norteamericana.
La naturaleza del arte portátil es personal a diferencia del arte parietal que es público. Es por eso que en el primero se intuye un uso privado. Los motivos, aunque en algunos casos aparecen en ambos tipos de arte, varían y temas como el que se ha interpretado como “mariposa” en representación de vulva, no aparecen en el arte público.

## Boca de Potrerillos, un observatorio estelar hace 7000 años.
Para la arqueóloga Denise Carpinteyro Espinosa, del Instituto Nacional de Antropología e Historia, Centro INAH, Nuevo León, los petrograbados han sido estudiados por Moises Valadez y hacen referencia a las ideas astronómicas y a la vida cotidiana de los grupos humanos que habitaron Boca de Potrerillos hace 7000 años. El río que atraviesa el área, hace inferir la importancia que este lugar tuvo a lo largo del tiempo para muchos y muy variados asentamientos humanos.
Los estudios que Carpinteyro describe de Valadez, apuntan a destacar la antigüedad del sitio y las fuertes transformaciones que este ha sufrido a lo largo del tiempo. Y en lo que atañe al nivel gráfico de los grabados, señalan el superior grado de conocimiento que sus autores poseían respecto del movimiento de los astros, el transcurso del tiempo y el momento justo de su aplicación en la cacería, recolección de frutos y otras actividades sociales.

## Sistema reticular de identificación y registro
Sistema desarrollado en 2005 para Boca de Potrerillos, desde ese año hasta la fecha se han registrado ya cuatro mil rocas con grabados.
El sistema se basa en un mapa de geoposicionamiento satelital que fue dividido por retículas. De esta manera las 600 hectáreas del polígono de Boca de Potrerillos se identifican en una retícula maestra digital donde se ubica la posición de cada roca, misma que es recreada en tercera dimensión, mediante fotografías digitales de alta definición.
Con el apoyo de la Universidad de Texas, Estados Unidos, se realizaron estudios de fechamiento de los petroglifos, por el método de carbono 14, los cuales arrojaron un total de 20 temporalidades, de las cuales la más remota es de 8000 años. Con esta información se desarrolla la cronología completa y se ha determinado que el auge del sitio ocurrió hace 4000 años.